# دانشگاه سملویس
دانشگاه سِمِلوِیس یا زملوایس (به مجاری: Semmelweis Egyetem) قدیمی‌ترین و بزرگ‌ترین دانشگاه علوم پزشکی در بوداپست، مجارستان است. این دانشگاه پس از جنگ جهانی دوم تبدیل به یک دانشگاه مستقل پزشکی شد و از همان تاریخ در رشته‌های :پزشکی، دندان‌پزشکی، داروسازی، فیزیوتراپی، طب ورزشی، علوم بهداشت و مدیریت سلامت به فعالیت پرداخت. نام این دانشگاه برگرفته از نام پزشک و محقق مجار ایگناتس زمِلوایس محققی که علت تب حاصل از عفونت در اثر عدم ضد عفونی کردن دستان پزشک که پس از زایمان حاصل می‌شد را یافت.
این دانشگاه دارای بیش از ۱۰٬۰۰۰ دانشجو از بیش از ۶۰ کشور جهان است، هر پنج دانشکده این دانشگاه به سه زبان مجاری، انگلیسی و آلمانی به دانشجویان آموزش می‌دهند و حدود ۱۸٪ از ظریفیت این دانشگاه را دانشجویان خارجی تشکیل می‌دهند. با حدود یک چهارم میلیون کتاب در کتاب‌خانه مرکزی این دانشگاه این کتاب‌خانه تبدیل به بزرگ‌ترین کتابخانه پزشکی-زیست‌شناسی کشور مجارستان شده‌است، این دانشگاه دارای حدود ۳۰۰۰ تخت فعال در تمامی بیمارستان‌های بوداپست است.
دانشگاه سملویس اولین دانشگاه مجاری بود که به آموزش پزشکی به زبان‌های دیگر پرداخت، این دانشگاه آموزش پزشکی به زبان آلمانی را از سال ۱۹۸۳ و آموزش پزشکی به زبان انگلیسی را از سال ۱۹۸۷ شروع کرد، در حال حاضر در این دانشگاه سالانه بیش از۵۰۰ دانشجوی خارجی پذیرفته می‌شوند. با این حال جمعیت عمده دانشجویان خارجی متشکل از دانشجویان آلمانی است. با این حال دانشجویان زیادی از اتحادیه اروپا و خاورمیانه چون ایران مشغول به تحصیل در این دانشگاه هستند. مدرک پزشکی عمومی این دانشگاه در لیست مدارک معتبر سازمان بهداشت جهانی قرار دارد و دانشجویان دارای این مدرک می‌توانند بدون هیچ گونه ارزیابی یا امتحانی در کل اتحادیه اروپا به کار بپردازند، دانشگاه سملویس در لیست فهرست راهنمای آموزش پزشکی بین‌المللی و بنیاد پیشرفت آموزش و تحقیقات پزشکی بین‌المللی قرار دارد و مدرک دکترای پزشکی این دانشگاه مورد تأیید هیئت بورد کالیفورنیا است. در سال ۲۰۱۷ این داشگاه در رشته پزشکی در بین ۱۵۱–۲۰۰ دانشگاه برتر دنیا قرار گرفته‌است.
آموزش پزشکی در این کشور متشکل از ۶ سال تحصیلی است: ۲ سال اول: علوم پایه پزشکی، ۳ سال پس از آن شامل آموزش کلینیکال پزشکی، و سال آخر شامل کارورزی (پزشکی) و امتحان بورد پزشکی عمومی است.

## دانشکده‌های دانشگاه

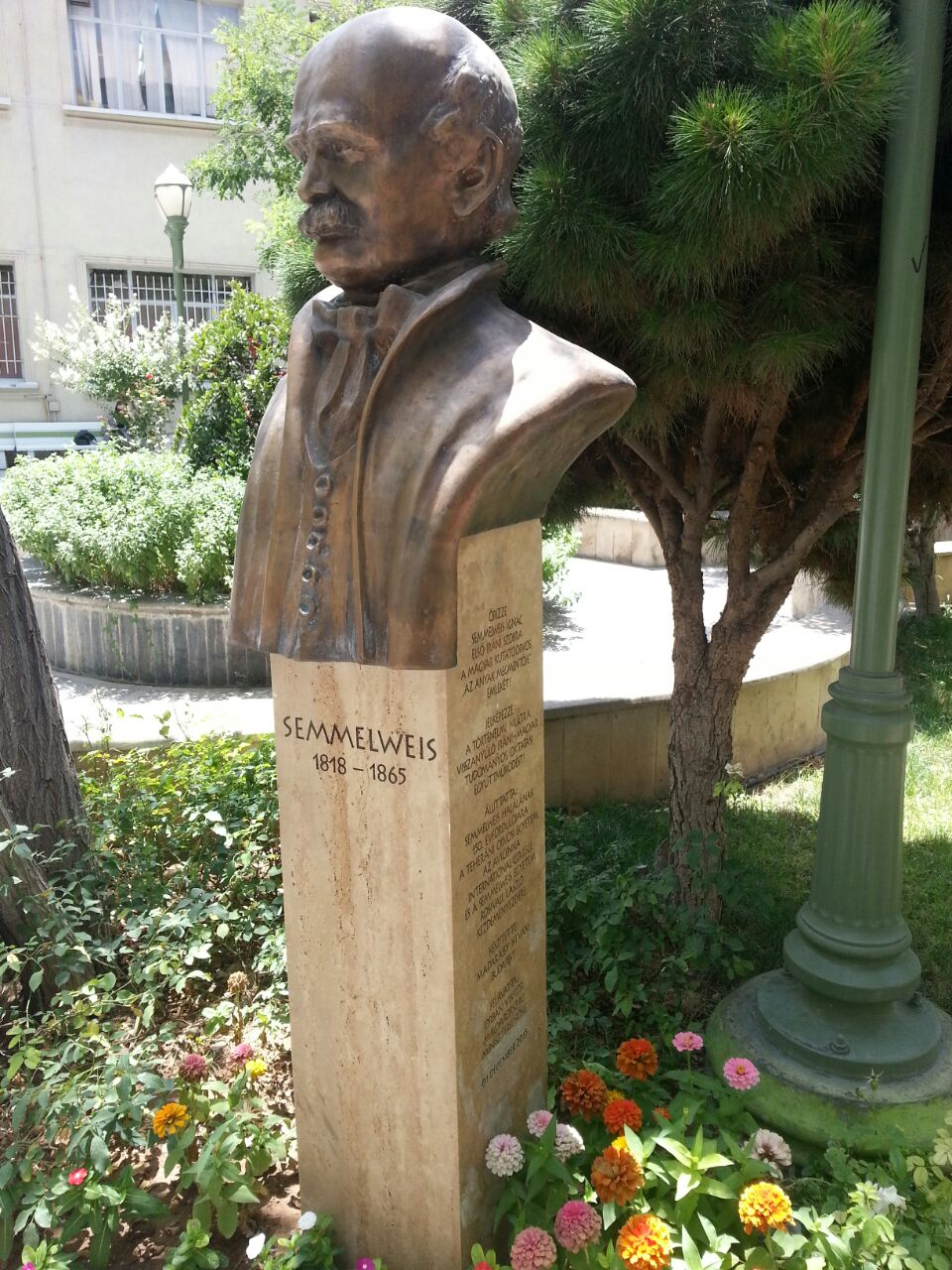
تندیس سملویس در دانشگاه تهران

این دانشگاه ۵ دانشکده دارد:
- دانشکده پزشکی
- دانشکده دندان پزشکی
- دانشکده داروسازی
- دانشکده علوم بهداشتی
- دانشکده بهداشت اجتماعی

## مکان دانشگاه
دانشگاه سملویس دارای یک مکان مشخص نیست و دپارتمان‌های آن در بوداپست پخش هستند. بخش آموزش علوم‌پایه این دانشگاه در نزدیکی ایستگاه مترو کلینیکاک (به مجاری: klinikák) قرار دارد. برخی از بیمارستان‌های این دانشگاه نزدیک به هم واقع شده‌اند، اکثر دپارتمان‌های این دانشگاه در منطقه پشت، در مسیر مترو شماره ۳ بوداپست واقع شده‌اند.
این دانشگاه دارای ۷ خوابگاه در نزدیکی دپارتمان‌های دانشگاه است.